# Potamothrix danubialis
Potamothrix danubialis är en ringmaskart som först beskrevs av Hrabe 1941.  Potamothrix danubialis ingår i släktet Potamothrix och familjen glattmaskar. Inga underarter finns listade i Catalogue of Life.